# Élisabeth Borne
Élisabeth Borne (París, 18 d'abril de 1961) és una alta funcionària i política francesa que ha ocupat diversos ministeris i primera ministra de França entre 2022 i 2024.

## Biografia
És filla d'un pare jueu d'origen rus, d'una família que es va refugiar a França el 1939 i membre de la resistència durant la Segona Guerra Mundial, i una mare normanda, tots dos directius d'un laboratori farmacèutic. Elizabeth Borne és enginyera de camins (IPEF, ingénieur des ponts, des eaux et des forêts), per l'École Polytechnique. Té un màster del Col·legi d’Enginyers en administració d’empreses.
Ha treballat al Ministeri d’Equipament, amb el gabinet de Lionel Jospin, després al d'Educació Nacional del 1991 al 1993, amb Jack Lang. Després a Matignon, a la seu de la Presidència de Govern, del 1997 al 2002. Fou directora d’urbanisme de la ciutat de París de 2008 a 2013.
Prefecta de la regió de Poitou-Charentes del 2013 al 2014 i després cap de gabinet de Ségolène Royal al Ministeri d’Ecologia del 2014 al 2015, va ser presidenta de l'Autoritat Autònoma del Transport de París (RATP) del 2015 al 2017.
El 17 de maig de 2017 va ser nomenada ministra de Transport en el Segon govern d'Édouard Philippe, i a principis del 2018, va liderar una reforma de la SNCF consistent en l'obertura a la competència del transport ferroviari, la transformació de l'empresa i l'adquisició progressiva per part de l'Estat de 35.000 milions d'euros del deute de l'empresa pública. Va ser nomenada ministra de Transició ecològica i solidària el 16 de juliol de 2019, arran de la dimissió de François de Rugy a conseqüència d'escàndols pel seu ús de fons públics. El 3 de juliol de 2020 fou nomenada ministra de Treball en el nou Govern Jean Castex.

### Primera ministra de França
El 16 de maig de 2022 va ser nomenada primera ministra de França per part d'Emmanuel Macron, després de la renúncia de Jean Castex. És la vint-i-cinquena persona que esdevé cap de govern al país, i la segona dona que accedeix al càrrec. El 8 de gener de 2024 va presentar la seva renúncia com a primera ministra.
Borne va liderar la coalició centrista Ensemble a les eleccions legislatives franceses de 2022 el juny que van donar lloc a un parlament en el que la coalició governant es va reduir a 251 escons de 346 tot i ser el bloc més gran del Parlament, però 38 per a la majoria absoluta. Incapaç de negociar cap acord amb els partits de l'oposició per formar una administració majoritària estable, Borne va formar oficialment un govern en minoria el juliol de 2022, que va salvar diverses mocions de confiança de l'oposició després d'aprovar de forma unilateral els pressupostos de 2024 i la reforma de les pensions i la relativa a la immigració, i finalment presentà la dimissió en 8 de gener de 2024, sent substituïda com a primer misistre per Gabriel Attal.